# Zaklęty Mur
Zaklęty Mur – skalny mur w górnej części lewych zboczy Doliny Będkowskiej na Wyżynie Krakowsko-Częstochowskiej. Znajduje się naprzeciwko pojedynczego domu na niewielkim rozszerzeniu w dnie tej doliny, administracyjnie w granicach wsi Bębło w województwie małopolskim, w powiecie krakowskim, w gminie Wielka Wieś. Przez wspinaczy skalnych nazywany jest Murem Skwirczyńskiego.
Zbudowany z wapienia Zaklęty Mur znajduje się w lesie. Ma postać połogiej i pionowej ściany o wysokości do 22 m, z kilkoma pionowymi rysami. Jest obiektem wspinaczki skalnej.

## Drogi wspinaczkowe
Przez wspinaczy skalnych opisywany jest w Grupie Wielkiej Turni. Jest na nim 21 dróg wspinaczkowych o trudności od III+ – VI.1+ w skali trudności Kurtyki. Niemal wszystkie mają zamontowane stałe punkty asekuracyjne: ringi (r) i stanowisko zjazdowe (st).

Mur Skwirczyńskiego I
1. Ostroga; 6r + st, VI+, 18 m
2. Rysa prawdziwych mężczyzn (i jednej dziewczyny); 6r + st, VI, 18 m
3. Zaklęcie; 7r + st, VI.1+, 18 m
4. Kominek przeziorowy; 5r + st, IV+, 20 m
5. Potańcówka; 6r + st, VI, 20 m
6. Uśmiech dla Kreta; 8r + st, VI.1, 20 m
7. Mordarka; 7r + st, VI.1, 20 m
8. Noc listopadowa; 7r + st, VI, 20 m

Mur Skwirczyńskiego II
1. Droga pionierów; 7r + st, V, 25 m
2. Ma miła w maju; 4r + st, VI.1+, 25 m
3. Trawersy Kentucky; 11r + st, VI.1, 25 m
4. Prostowanie trawersów; 10r + st, VI.1+, 25 m
5. Zaklęty komin; 2r, V+, 22 m

Mur Skwirczyńskiego III
1. Siekierka; 8r + st, V, 22 m
2. Dzietsyn Marpa; 11r + st, VI, 22 m
3. Sekwencja; 7r + st, VI+, 18 m
4. Widok z okna; 6r + st, VI+, 18 m
5. Przybyli ułani; 5r + st, VI, 16 m[2].

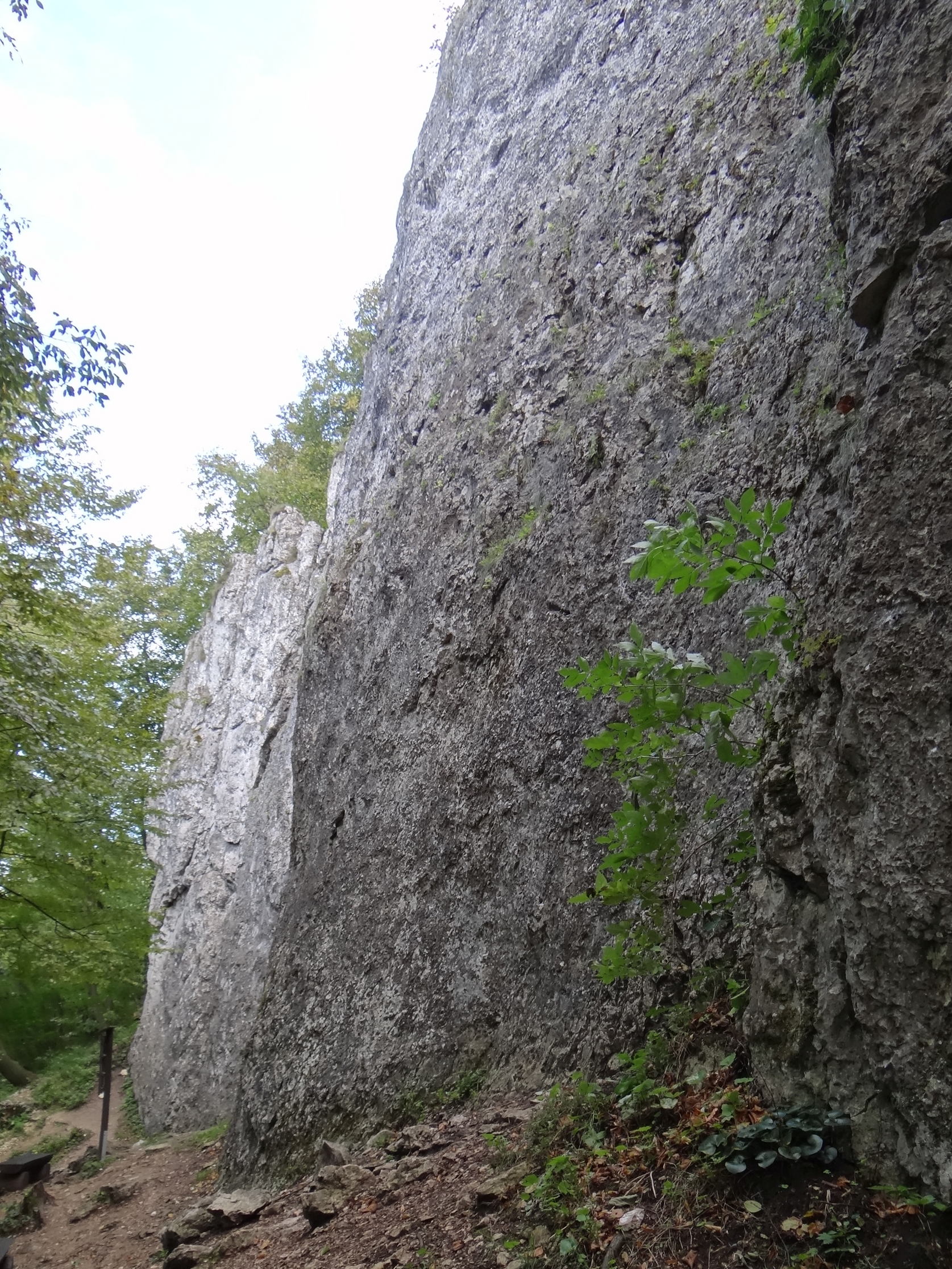
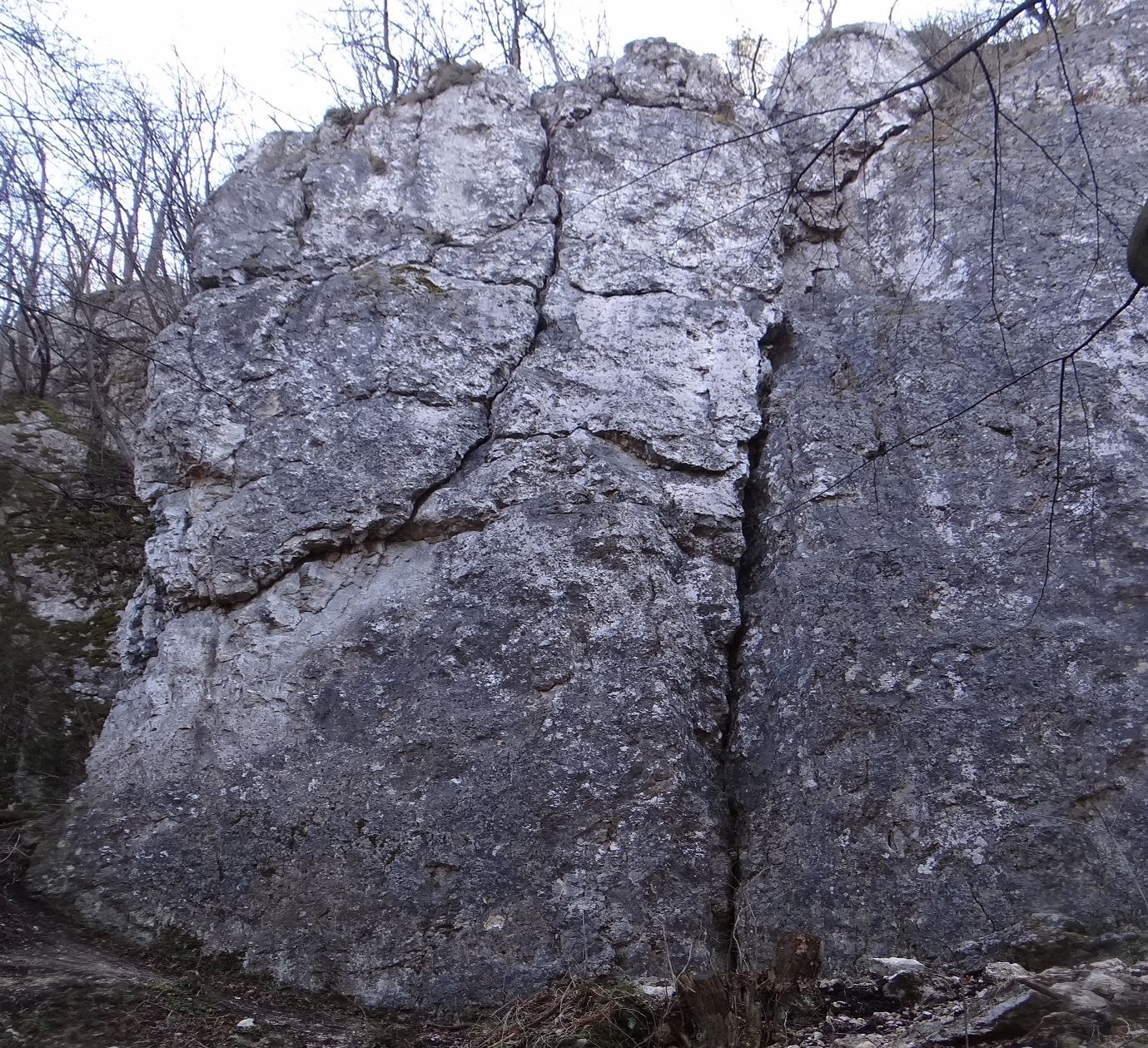
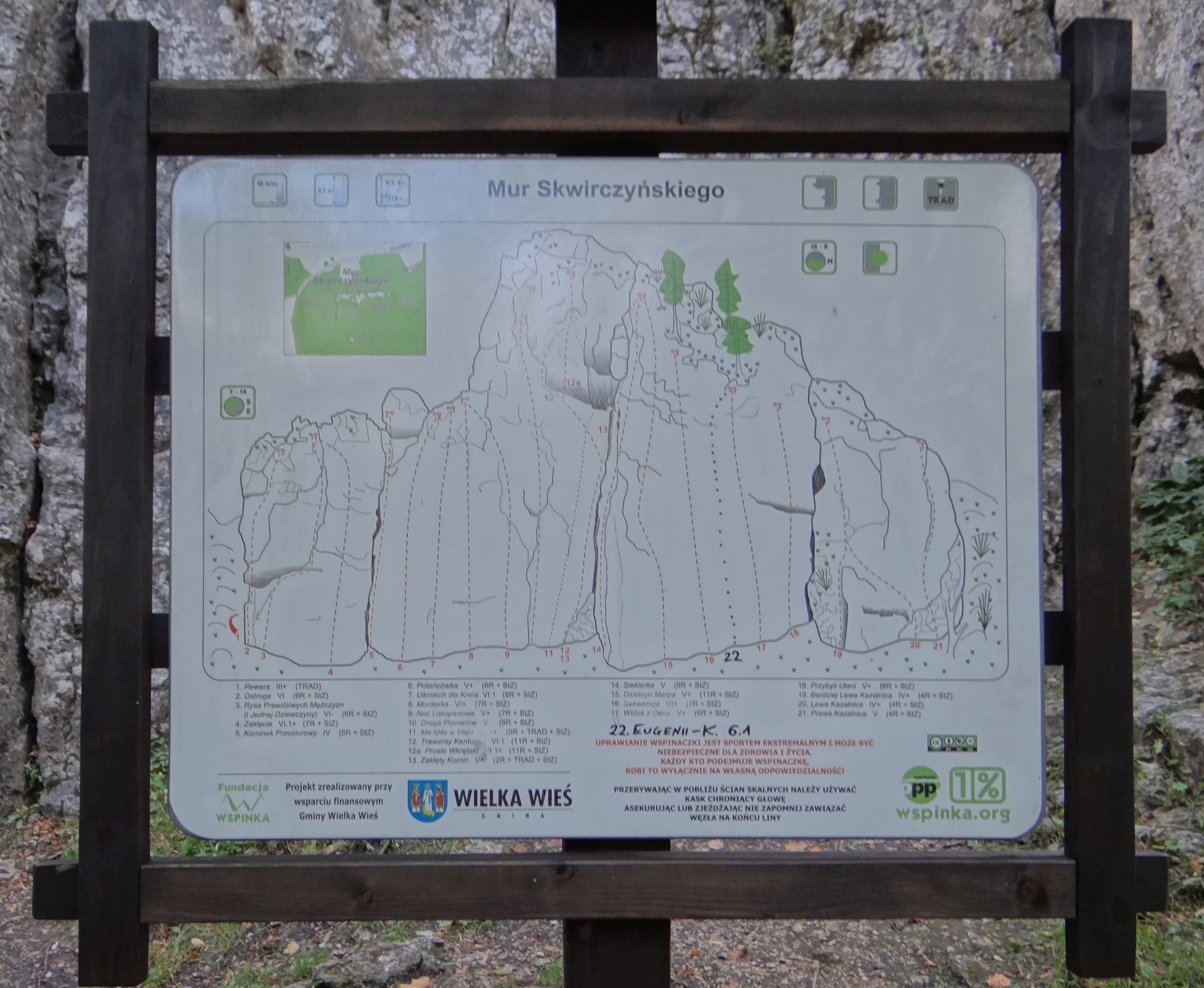
Skałoplan
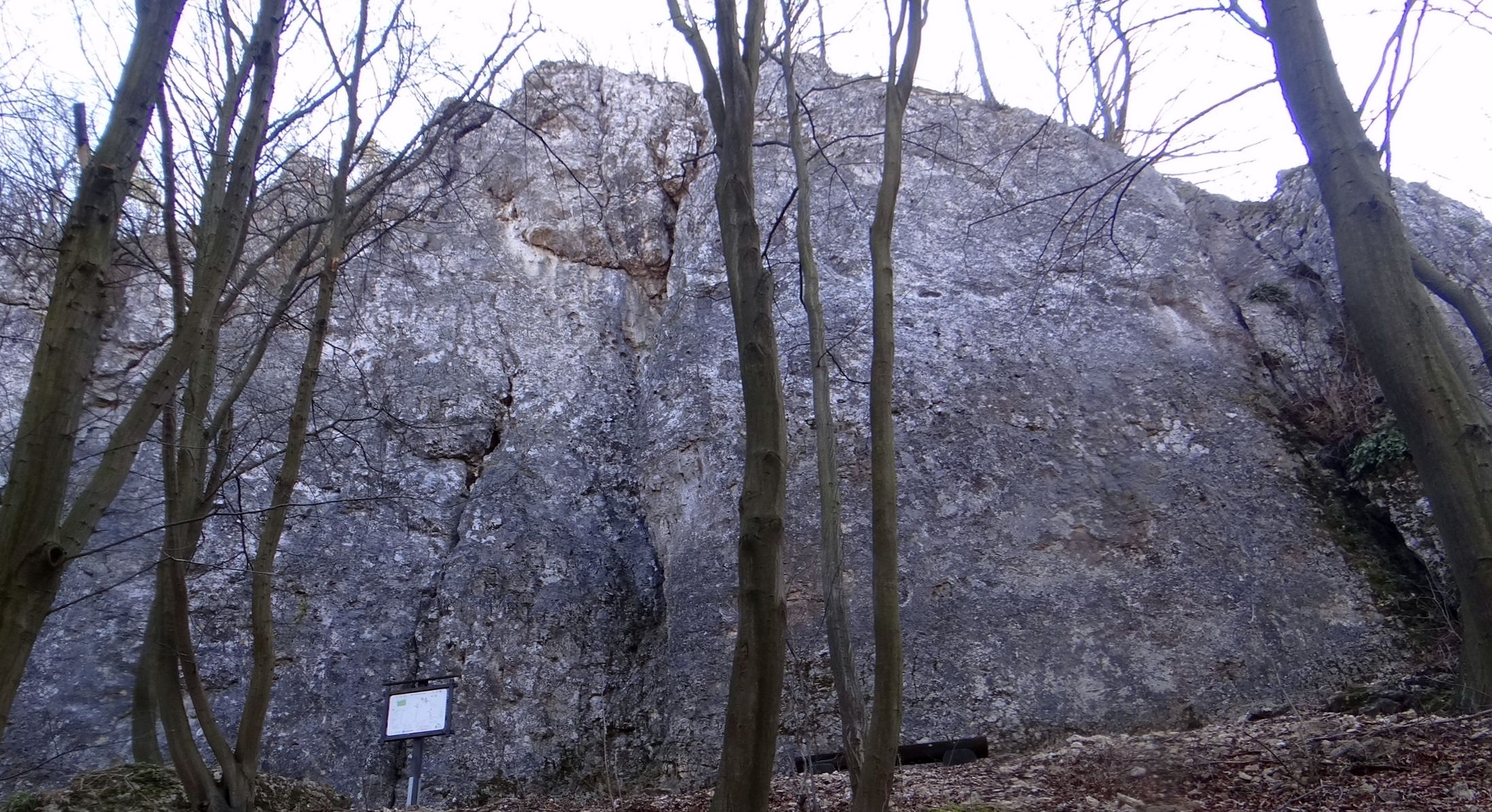
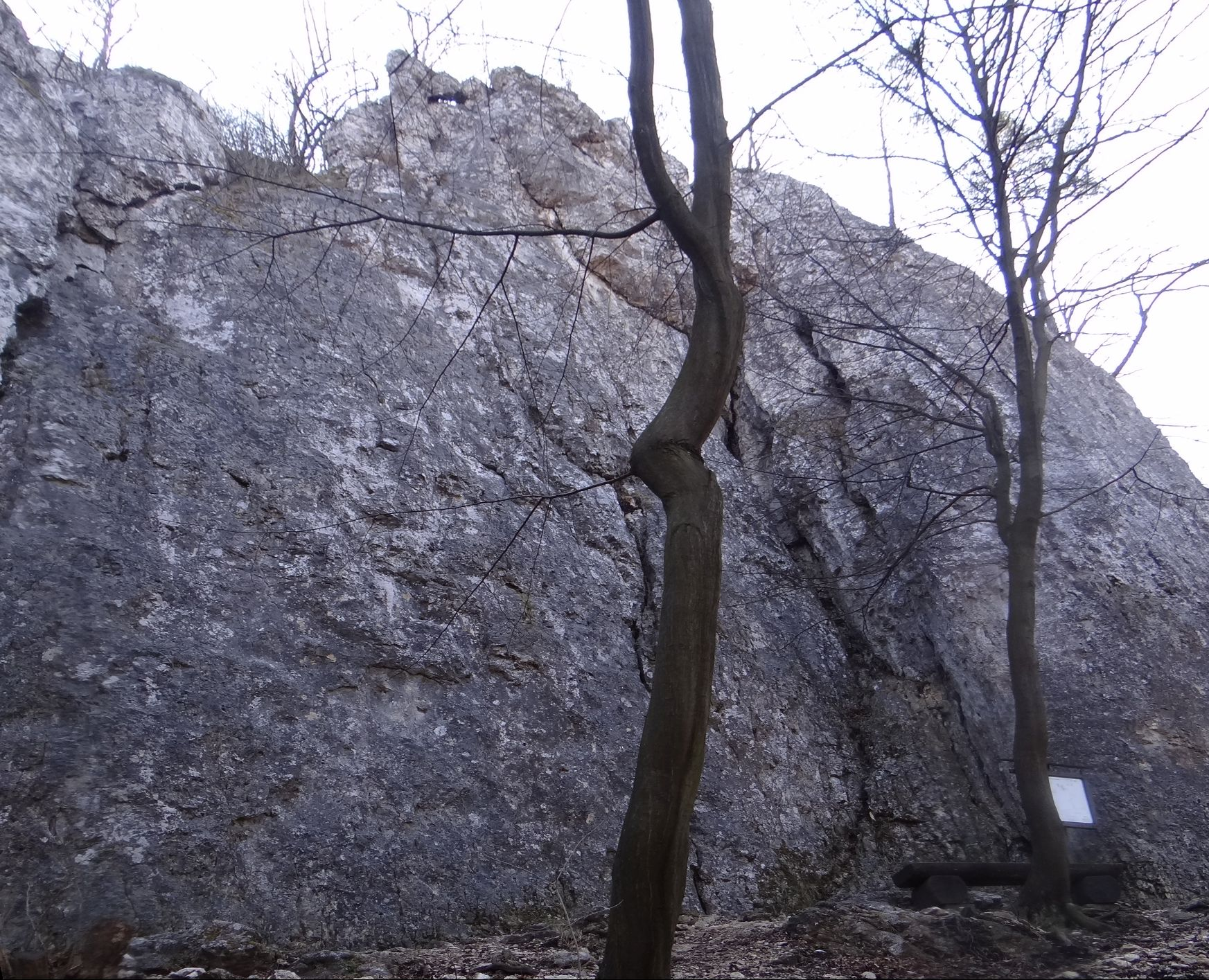

W Zaklętym Murze znajduje się wiele jaskiń: Jaskinia Główna w Wielkiej Skale, Komin w Wielkiej Skale, Szczelina w Wielkiej Skale, Tunel Niski w Wielkiej Skale, Tunel Pośredni w Wielkiej Skale, Tunel Wysoki w Wielkiej Skale, Tunelik obok Szczeliny w Wielkiej Skale, Zaklęty Komin, Zaklęty Korytarzyk, Zaklęty Balkon, Zaklęta Szczelina.